# Жусип, Нурторе Байтелесович
Нурторе Байтелесович Жусип (каз. Нұртөре Байтілесұлы Жүсіп; род. 29 апреля 1961 года, Чиилийский район, Кзыл-Ординская область, Казахская ССР, СССР) — казахстанский журналист, общественный деятель. Заслуженный деятель Казахстана (2016). Депутат сената парламента Казахстана (с 2019 года).

## Биография
Происходит из рода таракты.
В 1984 году окончил факультет журналистики Казахского государственного университета им. С. М. Кирова. 
В 1984—1990 годах работал в городе Павлодаре журналистом агропромышленного отдела, заведующим отделом транспорта и коммуникаций областной газеты «Сарыарқа самалы», заместителем главного редактора областной газеты «Қызыл ту».
С 1990 по 1996 годы — старший корреспондент, заместитель главного редактора по экономическим вопросам республиканской газеты «Егемен Қазақстан».
С 1996 по 2002 годы — главный редактор газет «Жас Алаш», «Ақ жол Қазақстан», «Егемен Қазақстан», «Астана Хабары».
С 2008 по 2019 годы — главный редактор республиканской общественно-политической ежедневной газеты «Айқын».
С 2017 года — член национальной комиссии по реализации программы модернизации общественного сознания при президенте Республики Казахстан.
Автор книг: «Біз кімнен кембіз?» (2001), «Қазақтың қызы» (2004), «Елес пен белес» (2006), «Мың құмырска және Біз».
12 августа 2019 года указом президента Республики Казахстан был назначен депутатом сената парламента Казахстана
8 декабря 2022 года назначен на должность председателя комитета по социально-культурному развитию и науке.

## Награды и звания
- 2021 (2 декабря) — Орден «Парасат»;[7][8]
- Орден Курмет (2009);[9]
- Медаль «10 лет независимости Республики Казахстан» (2001);
- Медаль «10 лет Конституции Республики Казахстан» (2005);
- Почётное звание «Заслуженный деятель Казахстана» (5 декабря 2016 года);[10]
- Академик Академии журналистов Республики Казахстан;
- Академик Академии гуманитарных наук Республики Казахстан;
- Почётный журналист Казахстана;
- Лауреат премии им. Б. Булкышева Союза журналистов Казахстана;
- Лауреат премии им. С. Садуакасова Союза журналистов Казахстана;
- Лауреат Президентской премии в области средств массовой информации;
- Лауреат национальной премии «Алтын Адам» — Человек года;
- Лауреат премии Союза журналистов Казахстана «Алтын Жулдыз» (2000);
- Медаль «Тіл жанашыры» (2014);
- Почётный гражданин Кызылординской области (2018);[11]
- Почётный гражданин Чиилийского района;
- Медаль «25 лет Конституции Республики Казахстан» (2020);
- Медаль «30 лет независимости Республики Казахстан» (2021);
- Почётная грамота Совета Межпарламентской Ассамблеи государств — участников Содружества Независимых Государств (27 ноября 2020 года, Межпарламентская ассамблея СНГ) — за активное участие в деятельности межпарламентской Ассамблеи и её органов, вклад в укрепление дружбы между народами государств — участников Содружества Независимых Государств[12].